# 阿德里安·福克
阿德里安·D·福克（荷蘭語：Adriaan Daniël Fokker，荷蘭語發音：[ˈaːdriaːn ˈdaːniɛl ˈfɔkər]，1887年8月17日—1972年9月24日）是一位荷兰物理学家和音乐家，在物理上他做出了福克-普朗克方程等贡献，在音乐上他发明了福克风琴。